# 新広島ホテル
新広島ホテル（しんひろしまホテル）は、かつて広島県広島市中区に存在していたホテルである。

## 概要

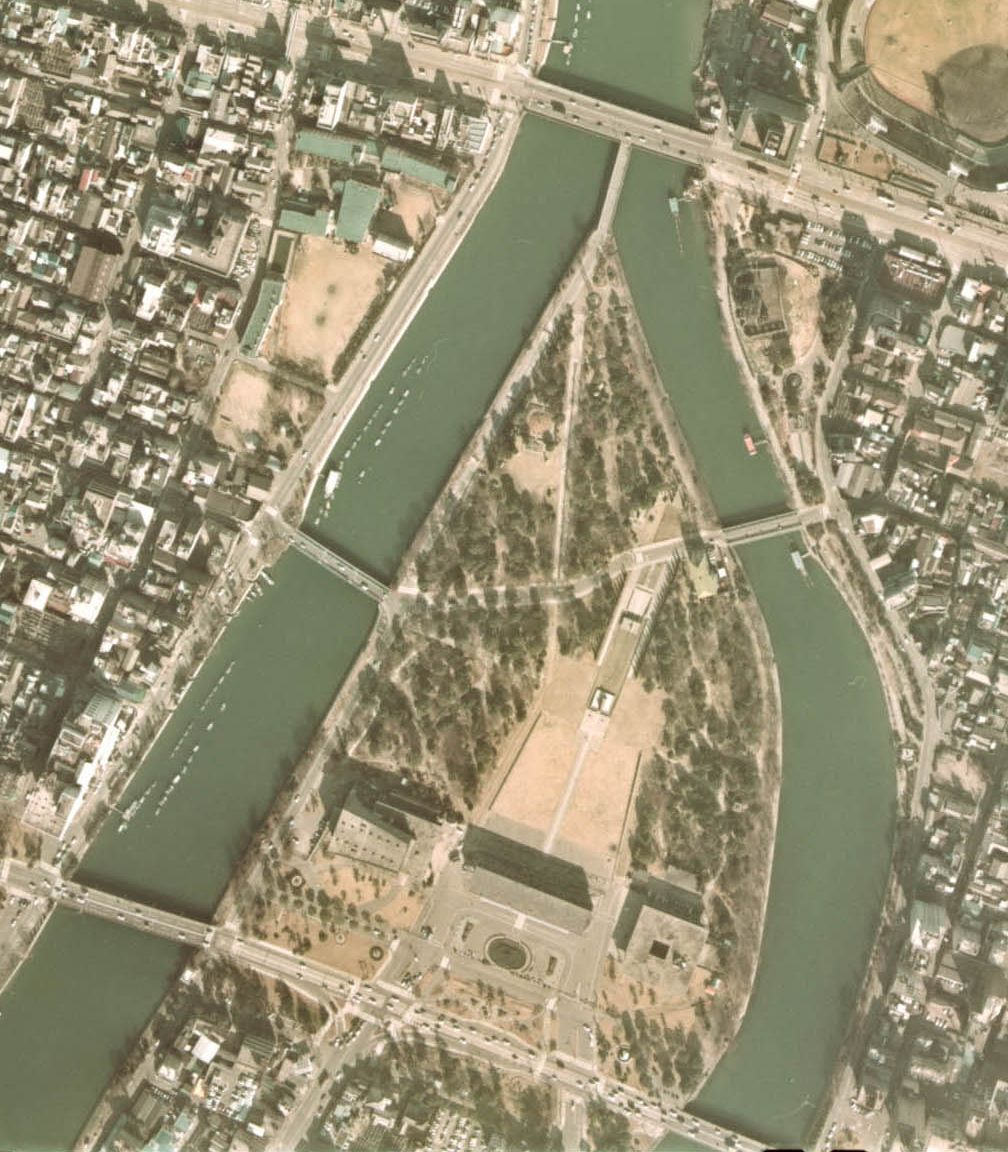
1974年の平和公園周辺。下方に3つ並ぶ建物の一番左が市公会堂兼新広島ホテル（写真当時は閉館後）。

株式会社 新大阪ホテル（現・株式会社リーガロイヤルホテル）系列のホテルであり、広島平和記念公園内の広島平和記念資料館の西隣の広島市公会堂に合築されていた。
1953年1月、「広島に立派な公会堂とホテルと物産陳列館をつくることが私の夢だ」と発言した山陽木材防腐（現・ザイエンス）社長 田中 好一 の言葉で、地元財界が奮起し建設を決定、1955年3月4日に開業した。ちなみに平和公園は1954年4月1日完成であり、公園整備と並行してホテル建設が行われていた。
開業当初から広島における迎賓館として機能、同公園内で行われる広島平和記念式典に出席する貴賓が利用した。
1959年公開のアラン・レネ監督の映画『ヒロシマ・モナムール（二十四時間の情事）』のロケにも使用されており、当時のホテルの様子を確認することができる。
1958年12月9日には駐日アメリカ合衆国大使としては初来広となる駐日大使・ダグラス・マッカーサー2世が、ここで米軍核軍縮について演説している（政治的駆け引きによるものであり、詳細はマッカーサーの項を参照）。1959年7月25日にチェ・ゲバラが新広島ホテルに宿泊したという情報がある。
1972年2月1日に広島市監査委員会が、都市公園法に違反している事を指摘。是正措置を求め、協議の結果同月13日に2年以内の閉館と、それまでの業務委託となった。その事で、1973年5月31日に閉館した。スタッフは、1962年に開業した『広島グランドホテル』（現在はアーバンビューグランドタワーがある）に異動となった。その後、新広島ホテルの流れは、1994年に開業した『リーガロイヤルホテル広島』が受け継いでいる。
新広島ホテルおよび広島市公会堂は1989年に改築され、現在は広島国際会議場として利用されている。

## 沿革

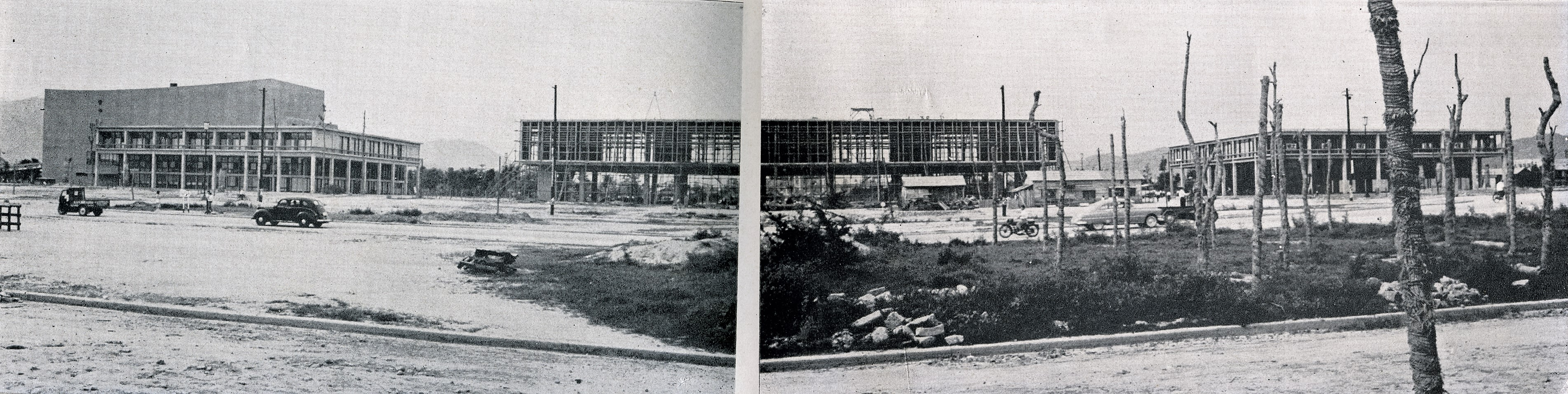
工事途中の広島平和記念資料館。左の縦長に組まれた足場位置に新広島ホテルが建てられている。

- 1955年3月4日 - 新広島ホテルが開業する[2]。
- 1962年5月25日 - 系列の『広島グランドホテル』が開業する[1]。
- 1972年2月1日 - 平和記念公園内にある新広島ホテルが都市公園法に違反していることを広島市監査委員会が指摘。適法措置を求める[5]。
- 1972年2月12日 - 新広島ホテルの2年以内の閉鎖が決定する[5]。
- 1973年5月31日 - 新広島ホテルが閉館となる[2]。

## 経営主体
株式会社新広島ホテル

新広島ホテルの開業直前の1955年2月に設立される。株式会社新大阪ホテルの系列会社であり、新広島ホテルの経営母体が『新大阪ホテル』としている資料も存在する。

会社自体は、1962年5月に『広島グランドホテル』を開業する。1987年に、株式会社広島グランドホテルに名称変更し、1996年株式会社リーガロイヤルホテル広島に、吸収合併される。